# Promozione Liguria 1981-1982
Nella stagione 1981-1982 la Promozione era sesto livello del calcio italiano (il massimo livello regionale). Qui vi sono le statistiche relative al campionato in Liguria.
Il campionato è strutturato in vari gironi all'italiana su base regionale, gestiti dai Comitati Regionali di competenza. Promozioni alla categoria superiore e retrocessioni in quella inferiore non erano sempre omogenee; erano quantificate all'inizio del campionato dal Comitato Regionale secondo le direttive stabilite dalla Lega Nazionale Dilettanti, ma flessibili, in relazione al numero delle società retrocesse dal Campionato Interregionale e perciò, a seconda delle varie situazioni regionali, la fine del campionato poteva avere degli spareggi sia di promozione che di retrocessione.

## Girone A

### Squadre Partecipanti
| Squadra             | Città                   |
| ------------------- | ----------------------- |
| S.C. Alassio        | Alassio (SV)            |
| A.S. Andora         | Andora (SV)             |
| S.S. Argentina Arma | Arma di Taggia (IM)     |
| U.S. Cairese        | Cairo Montenotte (SV)   |
| U.L.S. Carcarese    | Carcare (SV)            |
| U.S. Corniglianese  | Cornigliano (GE)        |
| U.S. Dianese        | Diano Marina (IM)       |
| U.S. Finale Ligure  | Finale Ligure (SV)      |
| G.S. Levante "C"    | Pegli (GE)              |
| U.S. Libarna        | Serravalle Scrivia (AL) |
| U.S. Loanesi        | Loano (SV)              |
| A.S. Ovada          | Ovada (AL)              |
| U.S. Rivarolese     | Rivarolo Ligure (GE)    |
| F.S. Sestrese       | Sestri Ponente (GE)     |
| F.C. Varazze        | Varazze (SV)            |
| U.S. Ventimigliese  | Ventimiglia (IM)        |

### Classifica finale
|  | Pos. | Squadra        | Pt | G  | V  | N  | P  | GF | GS | DR  |
|  | ---- | -------------- | -- | -- | -- | -- | -- | -- | -- | --- |
|  | 1.   | Cairese        | 47 | 30 | 20 | 7  | 3  | 49 | 17 | +32 |
|  | 2.   | Carcarese      | 40 | 30 | 18 | 4  | 8  | 54 | 23 | +31 |
|  | 3.   | Levante "C"    | 38 | 30 | 13 | 12 | 5  | 38 | 19 | +19 |
|  | 4.   | Argentina Arma | 33 | 30 | 11 | 11 | 8  | 22 | 22 | 0   |
|  | 5.   | Varazze        | 33 | 30 | 9  | 15 | 6  | 29 | 27 | +2  |
|  | 6.   | Sestrese       | 31 | 30 | 9  | 13 | 8  | 30 | 24 | +6  |
|  | 7.   | Finale Ligure  | 30 | 30 | 9  | 12 | 8  | 29 | 23 | +6  |
|  | 8.   | Dianese        | 29 | 30 | 9  | 11 | 10 | 24 | 27 | -3  |
|  | 9.   | Ventimigliese  | 28 | 30 | 5  | 18 | 7  | 27 | 28 | -1  |
|  | 10.  | Libarna        | 26 | 30 | 7  | 12 | 11 | 24 | 34 | -10 |
|  | 11.  | Loanesi        | 26 | 30 | 6  | 14 | 10 | 19 | 24 | -5  |
|  | 12.  | Alassio        | 25 | 30 | 7  | 11 | 12 | 23 | 34 | -11 |
|  | 13.  | Andora         | 25 | 30 | 8  | 9  | 13 | 24 | 38 | -14 |
|  | 14.  | Corniglianese  | 25 | 30 | 4  | 17 | 9  | 22 | 32 | -10 |
|  | 15.  | Ovada          | 24 | 30 | 6  | 12 | 12 | 29 | 40 | -11 |
|  | 16.  | Rivarolese     | 20 | 30 | 4  | 12 | 14 | 22 | 44 | -22 |

## Girone B

### Squadre Partecipanti
| Squadra                   | Città                        | Stadio                   |
| ------------------------- | ---------------------------- | ------------------------ |
| U.S. Audace Campomorone   | Campomorone (GE)             |                          |
| U.S. Angelo Baiardo       | Genova                       |                          |
| U.S. Ausonia Brin         | La Spezia (SP)               |                          |
| A.C. Bacezza              | Chiavari (GE)                |                          |
| U.S. Busallese            | Busalla (GE)                 |                          |
| U.S. Ceparana             | Ceparana (SP)                |                          |
| A.C. Fivizzanese          | Fivizzano (MS)               |                          |
| U.S. Lavagnese            | Lavagna (GE)                 |                          |
| U.S. Lunense Castelnovese | Castelnuovo Magra (SP)       |                          |
| S.C. Molassana Boero      | Molassana (GE)               |                          |
| C.S. Monterosso al Mare   | Monterosso al Mare (SP)      |                          |
| U.S. Monzone 1926         | Fivizzano (MS)               |                          |
| Pol. Pro Recco            | Recco (GE)                   |                          |
| S.C. Riva Trigoso         | Riva Trigoso (GE)            |                          |
| A.C. Sammargheritese      | Santa Margherita Ligure (GE) | Stadio Eugenio Broccardi |
| U.S. Valdellora           | La Spezia (SP)               |                          |

### Classifica finale
|  | Pos. | Squadra              | Pt | G  | V  | N  | P  | GF | GS | DR  |
|  | ---- | -------------------- | -- | -- | -- | -- | -- | -- | -- | --- |
|  | 1.   | Busallese            | 41 | 30 | 14 | 13 | 3  | 36 | 20 | +16 |
|  | 2.   | Lavagnese            | 39 | 30 | 13 | 13 | 4  | 38 | 19 | +19 |
|  | 3.   | Angelo Baiardo       | 36 | 30 | 12 | 12 | 6  | 40 | 21 | +19 |
|  | 4.   | Ceparana             | 36 | 30 | 12 | 12 | 6  | 39 | 19 | +20 |
|  | 5.   | Lunense Castelnovese | 32 | 30 | 11 | 10 | 9  | 33 | 32 | +1  |
|  | 6.   | Pro Recco            | 32 | 30 | 9  | 14 | 7  | 27 | 22 | +5  |
|  | 7.   | Sammargheritese      | 32 | 30 | 11 | 10 | 9  | 31 | 27 | +4  |
|  | 8.   | Monzone 1926         | 31 | 30 | 12 | 7  | 11 | 40 | 31 | +9  |
|  | 9.   | Bacezza              | 29 | 30 | 5  | 19 | 6  | 21 | 27 | -6  |
|  | 10.  | Audace Campomorone   | 26 | 30 | 5  | 16 | 9  | 23 | 30 | -7  |
|  | 11.  | Ausonia Brin         | 25 | 30 | 7  | 11 | 12 | 19 | 34 | -15 |
|  | 12.  | Monterosso al Mare   | 25 | 30 | 7  | 11 | 12 | 29 | 35 | -6  |
|  | 13.  | Riva Trigoso         | 25 | 30 | 6  | 13 | 11 | 21 | 36 | -15 |
|  | 14.  | Valdellora           | 25 | 30 | 7  | 11 | 12 | 30 | 43 | -13 |
|  | 15.  | Molassana Boero      | 24 | 30 | 7  | 10 | 13 | 27 | 39 | -12 |
|  | 16.  | Fivizzanese          | 22 | 30 | 6  | 10 | 14 | 21 | 40 | -19 |

## Finale Campione Regionale
23-05-1982 a Genova Marassi: Cairese-Busallese 1-1 dts 4-2 rig.

## Spareggio salvezza intergirone
16-05-1982 a Celle: Molassana-Ovada 2-0.